# Uherský sněm
Uherský sněm nebo zemský sněm nebo zemské shromáždění Království uherského (maďarsky Magyarországi országgyűlés, slovensky lidově zastarale Rákoš, německy Ungarischer Landtag) bylo nejvyšší shromáždění privilegovaných stavů a vrstev Uherska v letech 1298 až 1918. Zhruba od roku 1860 jej lze označit jako parlament.

## Historie
Vznikl přímo z generálních kongregací, čili celozemských shromáždění šlechty, které se svolávaly od 12. století.  
První sněm v pravém slova smyslu se konal v září 1298 v Budíně. Za Anjouovců se sněmy nesvolávaly, kromě roku 1351, kdy Ludvík I. požádal šlechtu o souhlas s vybíráním daně. Řádnou činnost sněmu obnovil až Zikmund Lucemburský. V 15. století sněm získal četné kompetence (schvalování daní, volba krále, palatina, soudců a podobně, upravování poddanských povinností atd.) a vžilo se, že každou právní normu krále musel potvrdit i sněm.  
Před rokem 1536 sněm zasedal nejčastěji na Rákošském poli u Pešti. Po obsazení dnešního Maďarska Turky se zasedání konala v letech 1536 až 1848 téměř vždy v Prešpurku (dnešní Bratislavě), výjimečně i v jiných městech obvykle v horní části země. 
V roce 1608 byl sněm rozdělen na dvě komory (tabule): 
- Horní komora pro preláty a světské velmože (Sněmovna magnátů); v jejím čele stál palatin
- Dolní komora pro ostatní šlechtu a feudální vlastníky, přičemž byla tvořena po 2 poslancích z každé stolice, svobodného královského města a kapituly, a po 1 poslanci z každého proboštství a opatství;

V roce 1849 císař František Josef I. sněm zrušil, ale roku 1860 jej Říjnovým diplomem obnovil. Avšak již o rok později ho opět rozpustil. Po rakousko-uherském vyrovnání byl zřízen dvoukomorový sněm (v Budapešti), rozdělený na dvě komory (sněmovny):
- Horní komora pro dědičné členy (šlechta, arcibiskupové a biskupové; v roce 1885 zreformována)
- Dolní komora pro volené poslance (právo volit mělo jen 6,7 % obyvatelstva, od roku 1874 pouze 5,9 %)

Přestože nemaďarské národy tvořily přes 50 % veškerého obyvatelstva Uherska, byly v Dolní komoře sněmu zastoupeny méně než 10 procenty. Slováci například po několika volbách neměli žádného zástupce.  
Uherský sněm zanikl koncem října 1918 v souvislosti se zánikem Rakousko-Uherska.